# Aleksej Stakhanov
Aleksej Grigorjevitj Stakhanov (russisk: Алексе́й Григо́рьевич Стаха́нов, tr. Alekséj Grigórevitj Stakhánov; født 3. januar 1906, død 5. november 1977) var en kendt sovjetisk minearbejder, der var medlem af Sovjetunionens kommunistiske parti. Han fik i 1970 tildelt ordenen Det Socialistiske Arbejdes Helt. Han blev verdenskendt i 1935, for sin indsats i forbindelse med forøgelse af produktiviteten ved brydning af kul.
Med sit minesjak forbedrede han normerne 14 gange – og dannede hermed grundlag for den bevægelse af stakhanovitter, der bredte sig overalt i Sovjetunionen.
I 1988 beskrev Sovjetunionens officielle dagblad Komsomolskaja Pravda, hvorledes historien om Stakhanovs bedrifter var blevet iscenesat af Sovjetunionens daværende ledelse under Josef Stalin for at højne moralen. Pravda beskrev, hvorledes Stakhanov havde fået hjælp fra de andre minearbejdere til at opnå de imponerende resultater. Avisen anførte dog, at Stakhanovs indstilling og arbejdsmoral havde medført en højere produktivitet i minen som følge af bedre arbejdstilrettelæggelse, optimering af processerne og samarbejde om arbejdet. Forinden havde det amerikanske New York Times i 1985 bragt en tilsvarende historie, hvor avisen på baggrund af interviews med tidligere ledere af minen konkluderede, at produktivitetsfremgangen skyldtes omlægning af arbejdsprocesserne.